# Motor grafic
Un motor grafic este un sistem conceput pentru crearea și dezvoltarea de jocuri video. Există mai multe motoare de joc, care sunt proiectate să funcționeze pe console de jocuri video, calculatoare personale, dispozitive mobile si căsti de realitate virtuală. Funcționalitatea de bază oferită de obicei de un motor grafic include un motor de randare (engleză renderer) pentru grafică 2D sau 3D, un motor de fizică sau de detectare a coliziunilor (și răspunsul la coliziune), sunet, scripting, animație, inteligență artificială, în rețea, streaming, memorie de management, suport de localizare, etc. Procesul de dezvoltare a jocului este de multe ori economisit, în mare parte, prin reutilizarea / adaptarea unui motor asemănător pentru a crea jocuri diferite.

## Listă de motoare grafice

### Sursă liberă
- Aleph One
- Away3D
- Allegro library
- Axiom Engine
- Build engine
- Box2D
- Cafu Engine
- Crystal Space
- Cube
- Cube 2: Sauerbraten
- Delta3D
- Digital Novel Markup Language
- Dim3
- Exult
- Flexible Isometric Free Engine
- Flixel
- FTE QuakeWorld
- Game Blender
- Genesis Device
- Genesis3D
- GLScene
- Godot
- HPL Engine 1
- Wolfenstein 3D engine
- Id Tech 1
- Id Tech 2
- Id Tech 3
- Ioquake3
- Irrlicht
- JMonkey Engine
- Jogre
- KiriKiri
- Lightweight Java Game Library
- Luxinia
- Nebula Device
- OGRE
- Ogre4j
- ORX
- Panda3D
- PixelLight
- PLIB
- Open Wonderland
- Python-Ogre
- Pygame
- Quake engine
- RealmForge
- Ren'Py
- Retribution Engine
- Spring (motor grafic)
- StepMania
- Stratagus
- Thousand Parsec
- Ultimate 3D
- VASSAL Engine
- Visualization Library
- Xconq

### Cu drepturi de autor
Advance Guard Game Engine, Anvil, Bork3D, C4 Engine, CPAGE, Chrome Engine, Coldstone, CRX, Creation Engine, CryEngine, CryEngine 2, CryEngine 3, Crystal Tools, DXFramework, Dark Engine, Diesel (motor grafic), Digital Molecular Matter, EGO, Electron (motor grafic), Elflight, Enigma (motor grafic), Essence, Euphoria, Filmation, Freescape, Frostbite, Game Maker, Gamebryo, Generic Tile Engine, Genie, Geo-Mod, Gold Box, GoldSrc, Havok, HeroEngine, Hybrid Graphics, HydroEngine, HPL Engine 2, IMUSE, INSANE, Id Tech 4, Id Tech 5, id Tech 6, Infinity Engine, Iron Engine, Jade engine, Jedi (motor grafic), Kaneva Game Platform, Kinetica, Kynapse, LS3D engine, Leadwerks Engine, Lithtech, LyN engine, 4A Engine, M.U.G.E.N, MT Framework, Metismo, Mscape, MADE, NanoFX GE, NScripter, NxMakaqu, Odyssey Engine, PathEngine, Phoenix Engine (Relic), Phoenix Engine (Wolfire), PhyreEngine, Python-Ogre, Pie in the Sky, Q (motor grafic), Quazal, Real Virtuality, Refractor Engine, RelentENGINE, RenderWare, Revolution3D, Riot Engine, RAGE, SAGE, Scaleform, Serious Engine, Shark 3D, Shoot the Bullet, Silent Storm engine, Sith (motor grafic), Source, Southpaw, SpeedTree, SunBurn XNA Game Engine, Titan (motor grafic), Torque (motor grafic), TOSHI, Trinigy, Truevision3D, Unigine, Unity, Unreal Engine, Vengeance Engine, Vicious Engine, Virtual Theatre, Visual3D Game Engine, WGAF, XnGine, X-Ray Engine, YETI engine, Z-machine, ZZT-oop, Zero (motor grafic), Zillions of Games, etc.